# Liste der Gedichte aus Traumgekrönt
Dies ist eine Liste der Gedichte, die im Gedichtband Traumgekrönt. Neue Gedichte von Rainer Maria Rilke, der 1896 erschien, enthalten sind.
| Titel           | Erste Zeile                                     | Entstehung                                         |
| --------------- | ----------------------------------------------- | -------------------------------------------------- |
| Königslied      | Darfst das Leben mit Würde ertragen             | Prag, 9. September 1896                            |
| Träumen I.      | Mein Herz gleicht der vergessenen Kapelle       | Prag, 10. September 1896                           |
| Träumen II.     | Ich denke an:                                   |                                                    |
| Träumen III.    | Mir ist: ein Häuschen wär mein eigen            | Prag, 13. April 1896                               |
| Träumen IV.     | Eine alte Weide trauert                         | Prag, 17. Mai 1895                                 |
| Träumen V.      | Die Rose hier, die gelbe                        | Prag, um den 1. Mai 1894                           |
| Träumen VI.     | Wir saßen beisammen im Dämmerlichte             | München, 26. Oktober 1896                          |
| Träumen VII.    | Ich wollt, sie hätten statt der Wiege           | vermutlich: 1895                                   |
| Träumen VIII.   | Jene Wolke will ich neiden                      | Prag, Mai 1894                                     |
| Träumen IX.     | Mir ist: Die Welt, die laute, kranke            | Dittersbach, Juli 1895                             |
| Träumen X.      | Wenn das Volk, das drohnenträge                 | Prag, Mitte April 1896                             |
| Träumen XI.     | Weiß ich denn, wie mir geschieht?               | Prag, 10. April 1896                               |
| Träumen XII.    | Schon blinzt aus argzerfetztem Laken            | Prag, März 1896                                    |
| Träumen XIII.   | Fahlgrauer Himmel, von dem jede Farbe           | Prag, 8. April 1896                                |
| Träumen XIV.    | Die Nacht liegt duftschwer auf dem Parke        | 1896, wohl Juni                                    |
| Träumen XV.     | Im Schoß der silberhellen Schneenacht           | Prag, März 1895                                    |
| Träumen XVI.    | Abendläuten. Aus den Bergen hallt es            | Dittersbach, Juli 1895                             |
| Träumen XVII.   | Weltenweiter Wandrer                            | Frühjahr 1894                                      |
| Träumen XVIII.  | Möchte mir ein blondes Glück erkiesen           | München, 19. Oktober 1896                          |
| Träumen XIX.    | Vor mir liegt ein Felsenmeer                    | Prag, 29. März 1895                                |
| Träumen XX.     | Die Fenster glühten an dem stillen Haus         | Anfang Juni 1896                                   |
| Träumen XXI.    | Es gibt so wunderweiße Nächte                   | München, 10. Oktober 1896                          |
| Träumen XXII.   | Wie eine Riesenwunderblume prangt               | Prag, 14. April 1896                               |
| Träumen XXIII.  | Wie, jegliches Gefühl vertiefend                | Prag, 7. April 1896                                |
| Träumen XXIV.   | O gäbs doch Sterne, die nicht bleichen          | Prag, 7. April 1896                                |
| Träumen XXV.    | Mir ist so weh, als müßte                       | Prag, 4. April 1896                                |
| Träumen XXVI.   | Matt durch der Tale Gequalme wankt              | Prag, 13. April 1896                               |
| Träumen XXVII.  | Ein Erinnern, das ich heilig heiße              | Prag, 14. April 1896                               |
| Träumen XXVIII. | Glaubt mir, daß ich, matt vom Kranken           | Prag, 13. April 1896                               |
| Lieben I.       | Und wie mag die Liebe dir kommen sein?          | Goisern bei Ischl, 31. August 1896                 |
| Lieben II.      | Das war der Tag der weißen Chrysanthemen        | Prag, 2. August 1896                               |
| Lieben III.     | Einen Maitag mit dir beisammen sein             |                                                    |
| Lieben IV.      | Ich weiß nicht, wie mir geschieht ...           | Prag, 5. September 1896                            |
| Lieben V.       | Ob du´s noch denkst, daß ich dir Äpfel brachte  | Sommerreise im Nordböhmischen, 16./18. August 1896 |
| Lieben VI.      | Wir saßen beide in Gedanken                     | Prag, 8. September 1896                            |
| Lieben VII.     | Blondköpfchen hinter den Scheiben               | Prag, 23. Juni 1896                                |
| Lieben VIII.    | Die Liese wird heute just sechzehn Jahr         |                                                    |
| Lieben IX.      | Ich träume tief im Weingerank                   | vermutlich: Prag, September 1896                   |
| Lieben X.       | Es ist ein Weltmeer voller Lichte               | Prag, 14. April 1896                               |
| Lieben XI.      | Ich war noch ein Knabe. Ich weiß, es hieß:      | Prag, 2. August 1896                               |
| Lieben XII.     | Die Nacht im Silberfunkenkleid                  | Prag, 4. April 1896                                |
| Lieben XIII.    | Schon starb der Tag. Der Wald war zauberhaft    | Prag, 22. September 1896                           |
| Lieben XIV.     | Es leuchteten im Garten die Syringen            | Prag, 19. April 1896                               |
| Lieben XV.      | Oft scheinst du mir ein Kind, ein kleines       | Prag, 7. April 1896                                |
| Lieben XVI.     | Nach einem Glück ist meine Seele lüstern        | Prag, 18. Juli 1896                                |
| Lieben XVII.    | Wir gingen unter herbstlich bunten Buchen       | Sommerreise im Nordböhmischen, 19. August 1896     |
| Lieben XVIII.   | Im Frühling oder im Traume                      | Prag, 9. April 1896                                |
| Lieben XIX.     | Sie hatte keinerlei Geschichte                  |                                                    |
| Lieben XX.      | Man merkte: der Herbst kam. Der Tag war schnell | Prag, Anfang April 1896                            |
| Lieben XXI.     | Manchmal da ist mir: Nach Gram und Müh          |                                                    |
| Lieben XXII.    | Es ist lang. – es ist lang …                    | Prag, 15. Mai 1896                                 |